# Richard Ríos
Richard Ríos Montoya (Vegachí, Antioquia, 2 de junio de 2000) es un futbolista colombiano. Juega como mediocampista central en el Benfica de la Primeira Liga de Portugal. Es también internacional absoluto con la selección de Colombia desde el 12 de octubre de 2023.

## Trayectoria
Nacido en Vegachí (Antioquia), Ríchard Ríos comenzó su carrera jugando al fútbol sala en diferentes equipos de Bello, y atrajo el interés del CR Flamengo durante el Sudamericano de Futsal Sub-20 de 2018. Fue invitado a un período de prueba en el club brasileño y a los dos meses el CR Flamengo lo fichó para su equipo juvenil.

### Flamengo
A principios de la temporada 2020, a pesar de seguir jugando en el equipo juvenil, Ríchard fue ascendido al equipo profesional para jugar junto a jugadores de reserva y otros jóvenes en los primeros partidos del Campeonato Carioca 2020. Hizo su debut absoluto el 23 de enero de 2020, sustituyendo a Matheus Dantas en la segunda mitad en la victoria a domicilio por 1-0 sobre el Vasco da Gama.
Ríchard hizo su debut en la Serie A el 27 de septiembre de 2020, reemplazando a Guilherme Bala en el empate 1-1 a domicilio contra el Palmeiras, ya que Flamengo se vio muy afectado por un brote de COVID-19 en el equipo. Al día siguiente, su contrato fue renovado hasta diciembre de 2021.
El 21 de junio de 2021, Ríos firmó una extensión de contrato con Flamengo hasta diciembre de 2023, el mismo día que el club anunció su préstamo al Mazatlán Fútbol Club de México.

### Mazatlán (préstamo)
El 23 de junio de 2021, Flamengo confirmó la cesión por un año de Ríos a Mazatlán FC. Hizo su debut con el club el 26 de julio, reemplazando a Alfonso Sánchez en la victoria por 2-0 ante el Cruz Azul.
En septiembre de 2021, Ríos sufrió una lesión en la rodilla, y solo volvió a la acción en abril del siguiente año. En mayo luego de solo seis partidos, Mazatlán FC optó por no ejercer su cláusula de rescisión de US$ 1 millón.

### Guarani Futebol Clube
El 4 de agosto de 2022, Ríos rescindió su contrato con Flamengo y firmó un contrato con el Guarani FC de la Serie B hasta diciembre de 2022. Anotó su primer gol profesional el 11 de octubre, en la victoria en casa por 1-0 sobre el Clube de Regatas Brasil.
En 20 partidos con el Guaraní, el colombiano marcó tres goles y dio una asistencia. Fue clave para el equipo Alviverde en su lucha contra el descenso en la Serie B Brasileña de 2022 y el Paulistão. En la temporada 2023, Ríos se convirtió en una pieza clave en el Bugre.

### Palmeiras
El 28 de marzo de 2023 el Palmeiras hizo oficial la contratación de Richard. Firmó un contrato hasta diciembre de 2025 con opción a renovación por un año más. Verdão pagará R$6 millones por el 60% de los derechos económicos del jugador y también tendrá la opción de adquirir un 10% adicional por R$1,5 millones. Marcó su primer gol con el Alviverde al marcar el último tanto de la victoria por 3-0 ante el Fortaleza en la ida de los octavos de final de la Copa do Brasil.
Richard llegó al Palmeiras bajo el signo de la desconfianza. Aunque le fue bien en Guaraní en Paulistão, lo que despertó el interés del Palmeiras, quedó la sombra de que dejaba mucho que desear. Pero Ríos de 23 años comenzó a robarse el show, ganó la titularidad y ganó el Brasileirão con el Verdão. Además, fue el mejor regateador de la competición. También formó parte de la selección colombiana.
Ríos se despidió del Palmeiras tras disputar 138 partidos y marcar 11 goles.

### Benfica
El 20 de julio de 2025, se hizo oficial el fichaje de Ríos con el Benfica, firmó un contrato hasta 2030. Richard Ríos debuta en la victoria por 3-2 sobre el Fenerbahçe de Turquía en la Copa Eusébio, el 26 de julio de 2025.

## Selección nacional
En septiembre de 2023 es convocado con la Selección Colombia para el inicio del proceso clasificatorio para el Mundial de 2026. Debutó en el empate de Colombia 2-2 con Uruguay por Eliminatorias.Marcó su primer gol en la victoria 1-5 sobre Estados Unidos por un amistoso de preparación a la Copa América 2024.

#### Participaciones enEliminatorias al Mundial
| Eliminatoria                               | Sede del Mundial                | Posición      | Resultado  | PJ | GA | Asis |
| ------------------------------------------ | ------------------------------- | ------------- | ---------- | -- | -- | ---- |
| Eliminatorias Mundial de Norteamérica 2026 | Estados Unidos, México y Canadá | 6°lugar 22pts | En disputa | 13 | 0  | 0    |

#### Participaciones enCopas América
| Torneo            | Sede           | Resultado  | PJ | GA | Asis |
| ----------------- | -------------- | ---------- | -- | -- | ---- |
| Copa América 2024 | Estados Unidos | Subcampeón | 6  | 1  | 0    |

#### Goles internacionales
| # | Fecha              | Lugar                                        | Rival          | Gol   | Resultado | Competición       |
| - | ------------------ | -------------------------------------------- | -------------- | ----- | --------- | ----------------- |
| 1 | 8 de junio de 2024 | Northwest Stadium, Landover, Estados Unidos  | Estados Unidos | 1 - 3 | 1 - 5     | Amistoso          |
| 2 | 6 de julio de 2024 | State Farm Stadium, Glendale, Estados Unidos | Panamá         | 4 - 0 | 5 - 0     | Copa América 2024 |

## Estadísticas

### Clubes
Actualizado al último partido disputado el 16 de agosto de 2025.
| Club               | Div.          | Temporada     | Liga  | Liga  | Liga  | Estaduales | Estaduales | Estaduales | Copas | Copas | Copas | Internacional | Internacional | Internacional | Total | Total | Total |
| Club               | Div.          | Temporada     | Part. | Goles | Asis. | Part.      | Goles      | Asis.      | Part. | Goles | Asis. | Part.         | Goles         | Asis.         | Part. | Goles | Asis. |
| ------------------ | ------------- | ------------- | ----- | ----- | ----- | ---------- | ---------- | ---------- | ----- | ----- | ----- | ------------- | ------------- | ------------- | ----- | ----- | ----- |
| Flamengo · Brasil  | 1.ª           | 2020          | 1     | 0     | 0     | 2          | 0          | 0          | —     | —     | —     | —             | —             | —             | 3     | 0     | 0     |
| Flamengo · Brasil  | 1.ª           | 2021          | —     | —     | —     | 4          | 0          | 0          | —     | —     | —     | —             | —             | —             | 4     | 0     | 0     |
| Flamengo · Brasil  | Total club    | Total club    | 1     | 0     | 0     | 6          | 0          | 0          | —     | —     | —     | —             | —             | —             | 7     | 0     | 0     |
| Mazatlán · México  | 1.ª           | 2021-22       | 6     | 0     | 0     | —          | —          | —          | —     | —     | —     | —             | —             | —             | 6     | 0     | 0     |
| Mazatlán · México  | Total club    | Total club    | 6     | 0     | 0     | —          | —          | —          | —     | —     | —     | —             | —             | —             | 6     | 0     | 0     |
| Guarani · Brasil   | 2.ª           | 2022          | 9     | 1     | 0     | —          | —          | —          | —     | —     | —     | —             | —             | —             | 9     | 1     | 0     |
| Guarani · Brasil   | 2.ª           | 2023          | —     | —     | —     | 11         | 2          | 1          | —     | —     | —     | —             | —             | —             | 11    | 2     | 1     |
| Guarani · Brasil   | Total club    | Total club    | 9     | 1     | 0     | 11         | 2          | 1          | —     | —     | —     | —             | —             | —             | 20    | 3     | 1     |
| Palmeiras · Brasil | 1.ª           | 2023          | 37    | 2     | 1     | —          | —          | —          | 6     | 1     | 0     | 10            | 0             | 0             | 53    | 3     | 1     |
| Palmeiras · Brasil | 1.ª           | 2024          | 24    | 3     | 4     | 14         | 0          | 1          | 5     | 0     | 0     | 6             | 1             | 0             | 49    | 4     | 5     |
| Palmeiras · Brasil | 1.ª           | 2025          | 10    | 0     | 2     | 14         | 2          | 0          | 2     | 0     | 0     | 10            | 2             | 2             | 36    | 4     | 4     |
| Palmeiras · Brasil | Total club    | Total club    | 71    | 5     | 7     | 28         | 2          | 1          | 13    | 1     | 0     | 26            | 3             | 2             | 138   | 11    | 10    |
| Benfica Portugal   | 1.ª           | 2025-26       | 1     | 0     | 0     | —          | —          | —          | 1     | 0     | 0     | 2             | 0             | 0             | 4     | 0     | 0     |
| Benfica Portugal   | Total club    | Total club    | 1     | 0     | 0     | —          | —          | —          | 1     | 0     | 0     | 2             | 0             | 0             | 4     | 0     | 0     |
| Total carrera      | Total carrera | Total carrera | 88    | 6     | 7     | 45         | 4          | 2          | 14    | 1     | 0     | 28            | 3             | 2             | 175   | 14    | 11    |

### Selección
Actualizado al último partido disputado el 10 de junio de 2025.
| Selección           | Año   | Amistosos | Amistosos | Amistosos | Mundial | Mundial | Mundial | Continental | Continental | Continental | Total | Total | Total |
| Selección           | Año   | Part.     | Goles     | Asis.     | Part.   | Goles   | Asis.   | Part.       | Goles       | Asis.       | Part. | Goles | Asis. |
| ------------------- | ----- | --------- | --------- | --------- | ------- | ------- | ------- | ----------- | ----------- | ----------- | ----- | ----- | ----- |
| Absoluta · Colombia | 2023  | —         | —         | —         | —       | —       | —       | 3           | 0           | 0           | 3     | 0     | 0     |
| Absoluta · Colombia | 2024  | 4         | 1         | 1         | —       | —       | —       | 12          | 1           | 0           | 16    | 2     | 1     |
| Absoluta · Colombia | 2025  | —         | —         | —         | —       | —       | —       | 4           | 0           | 0           | 4     | 0     | 0     |
| Total               | Total | 4         | 1         | 1         | 0       | 0       | 0       | 19          | 1           | 0           | 23    | 2     | 1     |

## Palmarés

### Campeonatos regionales
| Título              | Equipo          | Sede           | Año  |
| ------------------- | --------------- | -------------- | ---- |
| Taça Guanabara      | C. R. Flamengo  | Río de Janeiro | 2020 |
| Campeonato Carioca  | C. R. Flamengo  | Río de Janeiro | 2020 |
| Taça Guanabara      | C. R. Flamengo  | Río de Janeiro | 2021 |
| Campeonato Carioca  | C. R. Flamengo  | Río de Janeiro | 2021 |
| Campeonato Paulista | S. E. Palmeiras | São Paulo      | 2023 |
| Campeonato Paulista | S. E. Palmeiras | São Paulo      | 2024 |

### Campeonatos nacionales
| Título                | Equipo          | País     | Año  |
| --------------------- | --------------- | -------- | ---- |
| Campeonato Brasileño  | C. R. Flamengo  | Brasil   | 2020 |
| Campeonato Brasileño  | S. E. Palmeiras | Brasil   | 2023 |
| Supercopa de Portugal | S. L. Benfica   | Portugal | 2025 |

### Campeonatos internacionales
| Título              | Equipo         | Sede            | Año  |
| ------------------- | -------------- | --------------- | ---- |
| Recopa Sudamericana | C. R. Flamengo | América del Sur | 2020 |

### Distinciones individuales
| Distinción                                  | Año  |
| ------------------------------------------- | ---- |
| Equipo Ideal del Campeonato Paulista        | 2025 |
| Mejor mediocampista del Campeonato Paulista | 2025 |